# إريش نيومان (سياسي)
إريش نيومان (بالألمانية: Erich Neumann) هو محامي وسياسي ألماني، ولد في 31 مايو 1892 في فورست في ألمانيا، وتوفي في 23 مارس 1951 في غارميش-بارتنكيرشن في ألمانيا. حزبياً، نشط في الحزب النازي وحزب الشعب الوطني الألماني.